# Asura

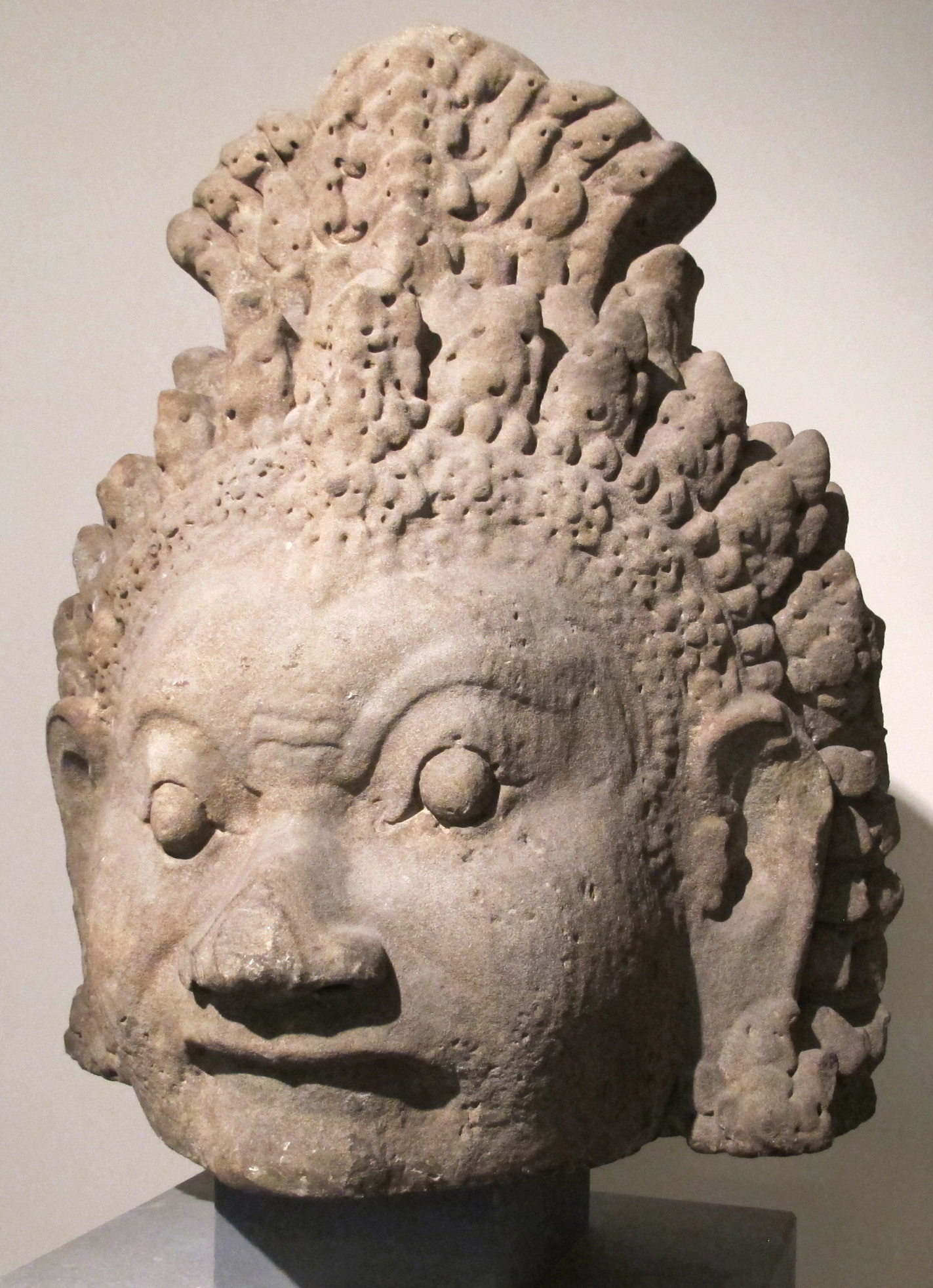
Hlava asury z chrámového komplexu Angkor Vat

Asurové jsou démoničtí protivníci bohů - dévů v indické mytologii.
Z důvodů, že slovo asura je ve starších pasážích Rgvédu používáno v pozitivním významu ve smyslu „pán, vládce“, se tradičně předpokládá, že asurové a dévové jsou původně dvě skupiny božstev, z nichž první byla později démonizována. Opačný vývoj podle tohoto názoru proběhl v perském zarathuštrismu, kde je příbuzné slovo ahura součástí jména nejvyššího boha Ahura Mazdy, zatímco jeho protivníci jsou nazýváni daévové.
Asurové splývají s dásy, původně označením domorodých obyvatel severozápadní Indie s kterými se Árjové střetli. Jako asurové je v buddhismu také označována skupina nižších božstev kladoucích důraz na smyslové prožitky a bojujících proti dévům.

## Etymologie
Jan Filipský nabízí etymologii z jména Aššura, nejvyššího asyrského boha, s odkazem na hypotetický střet Asyřanů a Indoíránců. Dále úvadí výklad ze surá „alkohol“, kdy asura má znamenat „abstinent“ což by mělo označovat domorodé obyvatelstvo Indie neznající alkohol. Jaan Puhvel však v rozporu s takovým výkladem uvádí že alkohol byl Árji chápán negativně, což se projevuje například v mýtu o opití Indry démonem Namučim.

## Výklad
Wash Edward Hale upozorňuje na fakt, že ve starších pasážích Rgvédu je slovo asura používáno pouze v singuláru či duálu, a to jak pro bohy, tak pro smrtelníky. V souladu s výkladem tohoto slova jako „pán, vládce“ nebyla původně známa skupina bytostí zvaných asurové, ale jednalo se pouze o titul. V plurálu se toto slovo objevuje až v novějších pasážích Rgvédu, a to jako označení pro bohy i smrtelníky, v pozitivním i negativním slova smyslu. Až v Atharvédu a pozdějších textech jsou asury nazýváni nepřátelé lidí či boha Indry. Podle Halea tedy rané védské náboženství neznalo specifickou skupinu božstev zvaných asurové. Tuto hypotézu podporuje i fakt, že žádný z bohů, který je v Rgvédu titulován jako asura, se v pozdějších textech neobjevuje v pozici protivníka bohů, naopak mnoho z nich bylo ctěno jako dévové.